# دیمیترو زایکین
دیمیترو زایکین (اوکراینی: Дмитро Станіславович Заїкин؛ زادهٔ ۶ آوریل ۱۹۹۶) بازیکن فوتبال اهل اوکراین است.
از باشگاه‌هایی که در آن بازی کرده‌است می‌توان به باشگاه فوتبال کارپاتی لویو اشاره کرد.
وی همچنین در تیم ملی فوتبال Ukraine U16 بازی کرده‌است.